# Grimoldsried
Grimoldsried ist ein  Ortsteil der Gemeinde Mickhausen im Südwesten des Landkreises Augsburg im Regierungsbezirk Schwaben in Bayern.

## Lage
Das Pfarrdorf Grimoldsried liegt dreieinhalb Kilometer südwestlich des Zentrums von Mickhausen.
Die Gemarkung Grimoldsried hat eine Fläche von etwa 505 Hektar und liegt vollständig im Gemeindegebiet von Mickhausen. Auf ihr liegen die Mickhausener Gemeindeteile Grimoldsried, Blessenauhof, Kelchsried, Köpfingerhof und Schweinbachhof. Die Gemarkung Grimoldsried liegt in den Stauden.

## Geschichte
Die Gemeinde Grimoldsried im Landkreis Schwabmünchen kam am 1. Juli 1972 im Zuge der Gebietsreform in Bayern zum Landkreis Augsburg-West, der zum 1. Mai 1973 in Landkreis Augsburg umbenannt wurde. Sie bestand aus dem Pfarrdorf Grimoldsried, dem Dorf Kelchsried, dem Weiler Schweinbachhof und den Einöden Blessenauhof und Köpfingerhof. Am 1. Mai 1978 erfolgte die Eingemeindung in die Gemeinde Mickhausen.

## Religionen

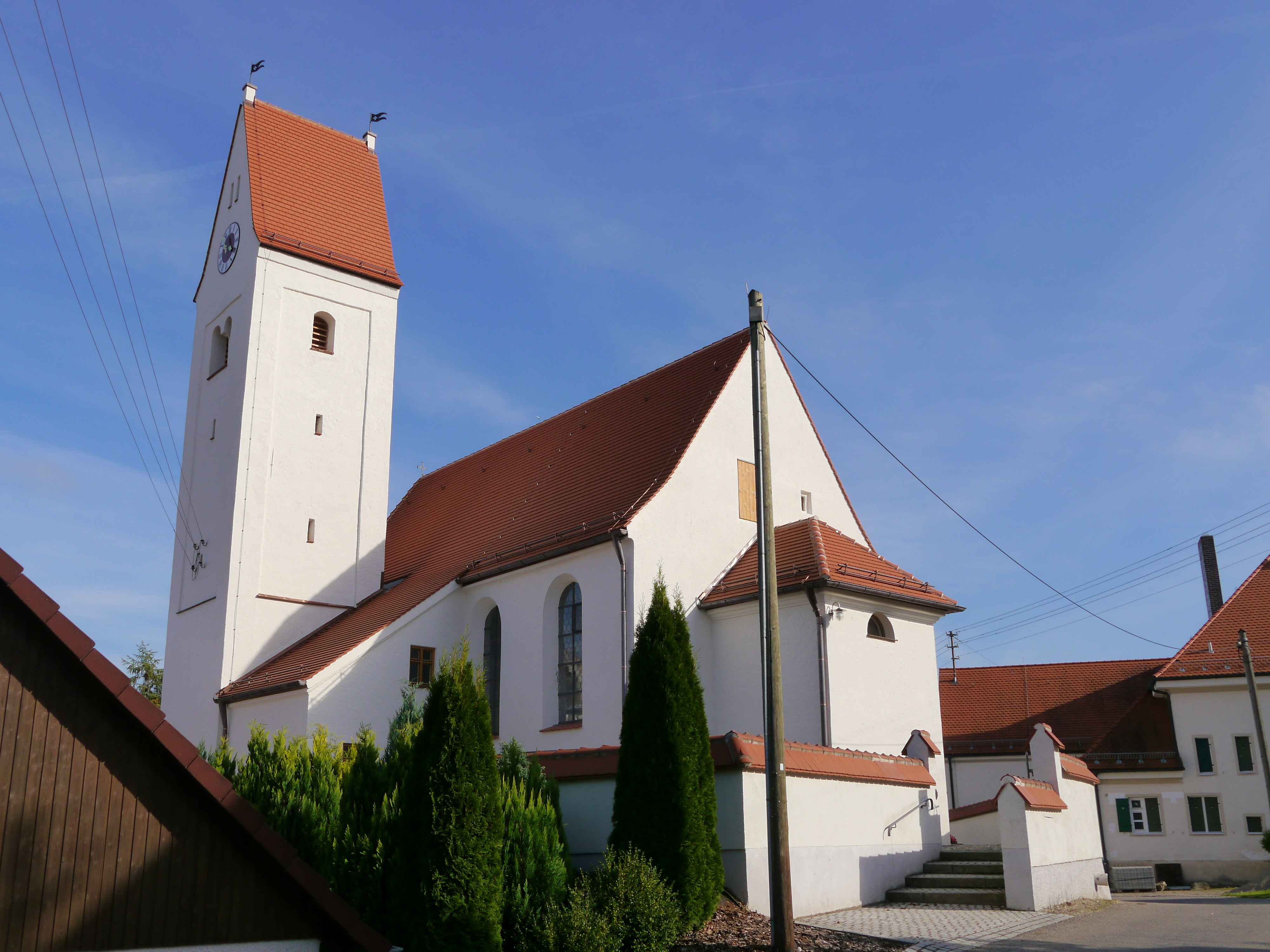
Kirche St. Stephan in Grimoldsried

Die katholische Pfarrei Sankt Stephan in Grimoldsried gehört zur Pfarreiengemeinschaft Stauden im Dekanat Schwabmünchen im Bistum Augsburg. Zur Pfarrei gehören die Ortschaften Blessenauhof, Kelchsried, Köpfingerhof und Schweinbachhof.